# Метисергид
Метисергид (1-метил-D-лизергиновой кислоты бутанол-амид, или UML-491) — это лекарство, ранее использовавшееся для профилактики приступов мигрени и кластерной головной боли. Вещество семейства Лизергамиды. Однако в настоящее время метисергид с этой целью больше не применяется, ввиду его способности вызывать при длительном применении фиброзные поражения внутренних органов, в частности ретроперитонеальный (забрюшинный) и лёгочный фиброз, а также поражение клапанов сердца.
Тем не менее, метисергид по-прежнему применяется в исследовательских целях для изучения серотониновых рецепторов, неселективным лигандом многих типов которых он является.

## Медицинское применение
Метисергид использовался ранее для лечения хронических тяжёлых головных болей мигренозного и кластерного характера. Метисергид ранее считался одним из наиболее эффективных средств для профилактики повторных приступов мигрени. Однако он неэффективен как средство для немедленного купирования острой атаки мигрени (мигренозного приступа или мигренозного статуса).
Ранее метисергид также использовался для лечения карциноидного синдрома, поскольку, благодаря своим свойствам сильного антагониста различных типов серотониновых рецепторов, метисергид способен купировать тяжёлую диарею, сопровождающую этот синдром. Метисергид также может использоваться для лечения серотонинового синдрома.

## Побочные эффекты
Метисергид имеет известный тяжёлый побочный эффект - ретроперитонеальный фиброз. Другие серьёзные побочные эффекты включают в себя лёгочный фиброз, субэндокардиальный фиброз, печёночный фиброз.
Кроме того, метисергид также повышает риск развития проблем с клапанами сердца.

## Фармакология
Метисергид взаимодействует с серотониновыми рецепторами. Его терапевтический эффект приписывают его антагонизму к 5-HT2B-рецепторам. Кроме того, метисергид также является антагонистом 5-HT2C-рецепторов, в то время как на 5-HT1A-рецептор он воздействует как парциальный агонист. Метисергид также является парциальным агонистом нескольких других типов серотониновых рецепторов, несмотря на то, что ранее считался их антагонистом. Метисергид у человека метаболизируется в метилэргометрин, который ответствен за его галлюциногенные эффекты при передозировке.

## История
Метисергид был одобрен FDA для лечения мигрени в 1962 году.
Фирма Новартис отозвала метисергид с рынка США после приобретения ею фирмы Сандоз, однако продолжает упоминать метисергид среди продуктов своего фармацевтического производства (для исследовательских целей).

## Синтез

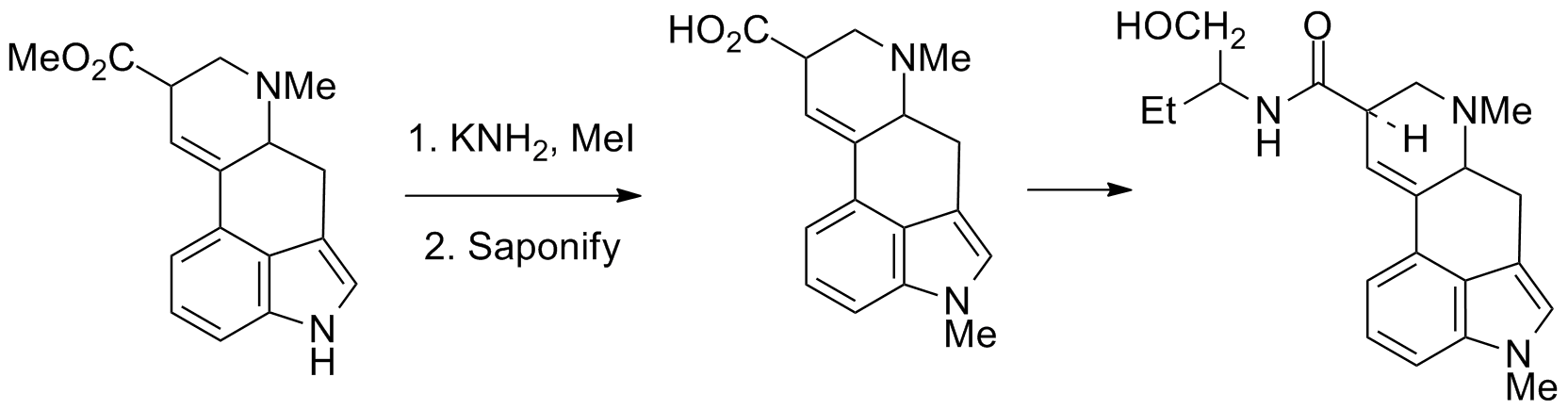
Синтез метисергида